# 長谷川武彦
長谷川 武彦（はせがわ たけひこ、1931年 - 2024年5月7日）は、日本の技術者、実業家。愛知県名古屋市出身。

## 略歴
1958年、ヤマハ技術研究所を経てヤマハ発動機株式会社に入社。同社では、オートバイのエンジン開発を担当するとともに、世界グランプリレース監督を務めた。また、名車と謳われた「トヨタ2000GT」の共同開発、ソフトバイク「パッソル」の開発などに関わり、同社社長（1994年～2001年）、会長（2001年～2003年）等を歴任した。
2004年4月旭日中綬章受章。
2024年5月7日、老衰のため死去。92歳没。

## 経歴
- 1954年 - 名古屋大学工学部卒業
- 1954年 - ヤマハ技術研究所入社
- 1958年 - ヤマハ発動機入社
- 1979年 - ヤマハ発動機・常務取締役
- 1983年 - 三信工業（現・ヤマハマリン）社長
- 1987年 - ヤマハ発動機・専務取締役
- 1994年 - ヤマハ発動機・代表取締役社長
- 2001年 - ヤマハ発動機・代表取締役会長
- 2003年 - ヤマハ発動機・顧問

## 著書
- 『感動創造 技術者として、経営者として』（2003年、PHP研究所）